# Rheita (Mondkrater)
Rheita ist ein Einschlagkrater im Süden der Mondvorderseite, westlich des Kraters Furnerius und nordöstlich von Metius.
Südwestlich von Rheita verläuft das nach dem Krater benannte, über 200 km lange Mondtal Vallis Rheita in nordwestlicher bzw. südöstlicher Richtung.
Der Krater ist mäßig erodiert, das Innere ist eben und weist einen Zentralberg auf.
| Buchstabe | Position           | Durchmesser | Link |
| --------- | ------------------ | ----------- | ---- |
| A         | 38,08° S, 50,03° O | 11 km       |      |
| B         | 39,13° S, 52,7° O  | 19 km       |      |
| C         | 35,19° S, 44,22° O | 9 km        |      |
| D         | 39,07° S, 50,07° O | 6 km        |      |
| E         | 34,24° S, 48,92° O | 68 km       |      |
| F         | 35,41° S, 48,38° O | 13 km       |      |
| G         | 40,63° S, 54,28° O | 14 km       |      |
| H         | 39,83° S, 51,63° O | 7 km        |      |
| L         | 37,71° S, 52,97° O | 11 km       |      |
| M         | 35,39° S, 50,05° O | 26 km       |      |
| N         | 35,09° S, 49,39° O | 7 km        |      |

Der Krater wurde 1935 von der IAU nach dem österreichischen Priester und Astronomen Anton Maria Schyrleus de Rheita offiziell benannt.